# 珀斯条约
《珀斯条约》（英語：Treaty of Perth）由苏格兰王国和挪威王国于1266年7月2日在苏格兰珀斯订立，该条约规定挪威将赫布里底群岛和马恩岛移交予苏格兰。

## 背景
自8世纪末起，挪威殖民者逐步在赫布里底群岛、马恩岛、奥克尼以及设德兰等地定居，这些岛屿组成群岛王国。挪威国王马格努斯三世曾于1098年至1099年、1102年至1103年间两次跨海远征以确立对群岛王国的统治，苏格兰国王埃德加于1098年正式承认赫布里底群岛和马恩岛为挪威领土。然而，挪威对这些领土的控制并不稳固；马格努斯三世于1103年在爱尔兰战死，群岛陷入权力斗争之中。
在随后的一个世纪间，群岛上的领主向挪威不定期朝贡，挪威国王则鲜有对群岛进行干涉。至1260年代，苏格兰国王亚历山大三世开始计划征服群岛，挪威国王哈康四世则于1263年远征苏格兰以应对。双方在拉格斯战役中陷入僵持，哈康四世乘船返回奥克尼过冬，于1263年12月16日在柯克沃尔病逝，其部下随后寻求和谈。

## 签订
条约于1266年7月2日在珀斯签订。缔约双方包括亚历山大三世，以及哈康四世之子马格努斯六世。条约规定赫布里底群岛和马恩岛成为苏格兰领土，奥克尼和设德兰则继续归属挪威。苏格兰约定每年向挪威支付100苏格兰马克，并在条约签订后四年间额外支付4,000马克，但这一债务在数百年间都未有完全支付，直至1468年苏格兰国王詹姆斯三世和丹麦公主玛格丽特成婚。作为婚姻协定的一部分，奥克尼和设德兰亦移交予苏格兰，珀斯条约中规定的债务也被免除。